# Hamfelde (Stormarn)
Hamfelde település Németországban, Schleswig-Holstein tartományban. Lakosainak száma 536 fő (2023. december 31.). Hamfelde Trittau és Köthel községekkel határos.

## Népesség
A település népességének változása:
| Lakosok száma | 363  | 504  | 504  | 538  | 543  | 536  |
|               | 1975 | 2017 | 2019 | 2021 | 2022 | 2023 |